# Крістіна Тічаут
Крістіна Тічаут (англ. Kristina Teachout, нар. 13 вересня 2005, Палм-Бей, Флорида) — американська тхеквондистка, бронзова призерка Олімпійських ігор 2024 року.

## Виступи на Олімпіадах
| Олімпіада  | Дисципліна | Місце |
| ---------- | ---------- | ----- |
| Париж 2024 | до 67 кг   | 3     |